# Peacehaven
Peacehaven est une ville du district de Lewes dans le Sussex de l'Est, en Angleterre.

## Histoire
Un tumulus de l'âge du bronze se trouvant près de la falaise a fait l'objet d'une fouille et permet d'en dater l'occupation d'au moins 3500 ans. Une fouille réalisée en 2007 sur le site de Bovis Homes a mis au jour un large éventail de preuves d'une colonisation préhistorique à travers les âges du bronze et du fer.
Peacehaven est fondée en 1916 par l'entrepreneur Charles Neville qui rachète des terrains dans la paroisse de Piddinghoe ; il y crée une entreprise pour développer le site (il a également construit les villes voisines de Saltdean et des parties de Rottingdean ). Le 12 février 1917, la ville nommée initialement New Anzac-on-Sea est rebaptisée Peacehaven.